# レディ・ヴァンパイア/淫夢伝説
『レディ・ヴァンパイア/淫夢伝説』 (Embrace of the Vampire) は、1994年に製作されたアメリカ合衆国のホラー映画。日本では劇場未公開。

## キャスト
- シャーロット：アリッサ・ミラノ
- サラ：シャーロット・ルイス
- ヴァンパイア：マーティン・ケンプ
- プリンセス：レベッカ・フェラッティ
- マリカ：ジェニファー・ティリー
- エリザ：ジョーダン・ラッド
- ニコール：レイチェル・トゥルー
- グローリ・ゴールド
- シーナ・ライアン

## リメイク
2013年にリメイク（『インモラル・ヴァンパイア/淫夢の中だけ』）されたが、劇場公開されず、DVDスルー作品として発売された。